# Eötvös (Einheit)
Das Eötvös (Einheitenzeichen: E; nach Loránd Eötvös, dem ungarischen Erfinder der Dreh- bzw. Torsionswaage) ist eine veraltete und seit 5. Juli 1970 nicht mehr zulässige Einheit der Geophysik. Sie diente zur Angabe von Änderungen der Schwerebeschleunigung zwischen verschiedenen geographischen Orten:
{\displaystyle \mathrm {1\;E=10^{-9}\,Gal/cm=10^{-9}\,s^{-2}} }
mit der Einheit Gal.